# Lingua lettone
La lingua lettone (nome nativo: latviešu valoda) è una lingua baltica orientale appartenente al ramo balto della famiglia delle lingue indoeuropee, parlata nella regione baltica. È l'idioma ufficiale della Lettonia, oltre che una delle lingue ufficiali dell'Unione europea. Al 2013, è parlata da 1,1 milioni di parlanti madrelingua.
Essendo una lingua baltica, il lettone è strettamente imparentato con il lituano; tuttavia il lettone ha seguito uno sviluppo più rapido. Delle lingue baltiche solo il lettone e il lituano rimangono in vita, tuttavia, c'è un certo dibattito per cui il letgallo e il kursenieki (o curoniano dell'istmo di Curonia), mutuamente intelligibili con il lettone, debbano essere considerati varietà o lingue separate.
Il lettone è apparso per la prima volta nella stampa a metà del XVI secolo con la riproduzione del Padre Nostro in lettone nella Cosmographia universalis di Sebastian Münster (1544), in caratteri latini.

## Classificazione
Il lettone è una delle due lingue baltiche rimaste in vita (l'altra è il lituano), un gruppo della famiglia linguistica indoeuropea. Il lettone e il lituano hanno mantenuto molte caratteristiche della morfologia nominale della proto-lingua, anche se in termini di fonetica e morfologia verbale mostrano molte innovazioni, in particolare il lettone viene considerato molto più innovativo del lituano.
Ad ogni modo, il lettone è stato influenzato anche dalla lingua livone. Ad esempio, il lettone ha preso in prestito l'accento della prima sillaba dalle lingue ugro-finniche.

## Dialetti
Ci sono tre dialetti principali di lettone: il dialetto livone, il dialetto letgallo e il dialetto centrale. Il dialetto livone si divide nella varietà della Livonia e quella della Curlandia (chiamata anche tāmnieku o ventiņu). Il dialetto centrale, la base del lettone standard, si divide nella varietà livone, la varietà curone, e la varietà semigallica. I dialetti lettoni non devono essere confusi con le lingue omonime (livone, curone, semigallico e selonico).

Mappa della distribuzione geografica dei dialetti lettoni

### Dialetto letgallo
Il dialetto letgallo (o dell'Alto Lettone) è parlato nella Lettonia nord-orientale. Si distingue dal resto del lettone per una serie di differenze fonetiche. Il dialetto ha due varietà principali: il selonico (intonazioni a due sillabe, cadenti e ascendenti) e il non selonico (intonazioni a sillabe cadenti e spezzate). Esiste una lingua standard, il letgallo, che si basa sulle varietà non seloniche parlate nel sud della Letgallia. Il termine "letgallo" viene talvolta applicato anche a tutte le varietà non seloniche o addirittura all'intero dialetto. Tuttavia, non è chiaro se sia corretto utilizzare il termine per tutte le varietà oltre alla lingua standard. Sebbene il termine possa riferirsi alle varietà parlate in Letgallia o dai letgalli, non tutti i parlanti si identificano come parlanti del letgallo; ad esempio, i parlanti delle varietà non seloniche profonde di Vidzeme negano esplicitamente di parlare il letgallo.

### Dialetto livone
Il dialetto livone del lettone è stato influenzato dal substrato della lingua livone più del lettone di altre regioni della Lettonia. Ci sono due intonazioni in questo dialetto. In Curlandia le vocali corte finali generalmente cadono, mentre le vocali finali lunghe vengono accorciate. In tutti i generi e numeri viene usata solo una forma del verbo. I nomi propri di entrambi i generi sono derivati con delle desinenze -els, -ans. Nei prefissi ie cambia in e. A causa dell'emigrazione e dell'introduzione della lingua standardizzata questo dialetto ha subìto un netto declino. Nacque dai livoni che abitavano questa zona, che cominciarono a parlare lettone e assimilarono la grammatica livone al lettone.

### Dialetto centrale
Il dialetto centrale parlato nella Lettonia centrale e sud-occidentale è la base del lettone standard. Il dialetto si divide in varietà livone, varietà curone e varietà semigallica. La varietà livone e la varietà semigallica sono più vicine tra loro rispetto alla varietà curone, che è più arcaica delle altre due. In alcune parti della varietà livone del dialetto centrale sono presenti tre intonazioni di sillabe, estesa, spezzata e cadente. Le varietà curone e semigallica hanno intonazioni a due sillabe, estesa e spezzata, ma alcune parti della varietà livone hanno intonazioni estese e cadenti. Nella varietà curoniana si usa ancora ⟨ŗ⟩. La lingua curone, che un tempo veniva parlata lungo la Penisola di Neringa, è strettamente legata alle varietà del dialetto medio parlate in Curlandia.

## Letteratura
Nonostante il ricco materiale popolare (ballate, canzoni, proverbi), risalga in certi casi a una remota antichità, la letteratura lettone è piuttosto recente. La prima pubblicazione, un catechismo, è del 1585. Ma non si può parlare di vera e propria letteratura fino alla seconda metà del '700, allorché i due Stenders, il padre Gothards Fridrichs e il figlio Aleksandrs Jānis, utilizzarono il lettone per la poesia e il teatro. Il loro esempio fu seguito da altri autori, al cui fervore si oppose la censura zarista. Tra il 1860 e il 1890, con il sorgere della coscienza nazionale, esplose il movimento letterario. Fu in questo periodo che Andrejs Pumpurs diede alla Lettonia il suo poema epico nazionale, il Lāčplēsis, che Vilis Plūdons si distinse per il suo stile peculiare e per l'impegno sociopolitico e che Jānis Poruks si mise in evidenza per il suo romanticismo intriso di fede religiosa e di panteismo mistico.

## Non madrelingua
La storia della lingua lettone è posta in una posizione particolare per una lingua di queste dimensioni, in cui è parlata da un gran numero di non madrelingua rispetto ai parlanti nativi. La popolazione immigrata e minoritaria in Lettonia è di 700.000 persone: russi, bielorussi, ucraini, polacchi e altri. La maggior parte degli immigrati è arrivata in Lettonia tra il 1940 e il 1991, integrando le comunità etniche minoritarie preesistenti (baltico-tedeschi, ebrei lettoni). Le tendenze mostrano che la competenza del lettone tra i non madrelingua sta gradualmente aumentando. In un sondaggio del 2009 dell'Agenzia linguistica lettone, il 56% degli intervistati di madrelingua russa ha dichiarato di avere una buona conoscenza del lettone, mentre per la generazione più giovane (dai 17 ai 25 anni) la percentuale è stata del 64%.
La maggiore adozione del lettone da parte delle minoranze è stata determinata dal suo status di unica lingua ufficiale del Paese e da altri cambiamenti avvenuti nella società dopo la caduta dell'Unione Sovietica, che hanno spostato l'attenzione linguistica dal russo. Ad esempio, nel 2007 le università e i college hanno ricevuto per la prima volta domande da parte di futuri studenti che avevano seguito un'istruzione secondaria bilingue in scuole per minoranze. La conoscenza del lettone è richiesta in diverse professioni e carriere.

## Grammatica
| Paesi         | Persone         |
| ------------- | --------------- |
| Lettonia      | 1394000 (1995)  |
| Stati Uniti   | 50000           |
| Russia        | 29000           |
| Australia     | 25000           |
| Canada        | 15000           |
| Germania      | 8000            |
| Lituania      | 5000            |
| Ucraina       | 2600            |
| Estonia       | 1800            |
| Bielorussia   | 1000            |
| Svezia        | 500             |
| Brasile       | non disponibile |
| Nuova Zelanda | non disponibile |
| Regno Unito   | non disponibile |
| Venezuela     | non disponibile |

Il lettone è una lingua con una grammatica complessa e ricca, caratterizzata da un'influenza germanica. Ci sono due generi grammaticali (maschile e femminile). Ogni nome viene declinato in sette casi: nominativo, genitivo, dativo, accusativo, strumentale, locativo e vocativo.
I verbi sono divisi in tre coniugazioni. Ci sono tre tempi semplici: il presente, l'imperfetto e il futuro, e tre tempi perfetti: il perfetto presente, il perfetto passato e il perfetto futuro. I verbi hanno cinque modi: indicativo, imperativo, condizionale, congiuntivo e debitivo.

## Ortografia
Storicamente il lettone veniva scritto usando un sistema basato sui princìpi fonetici della lingua tedesca o della lingua polacca. All'inizio del XX secolo il vecchio sistema ortografico venne sostituito da un sistema più appropriato per la lingua lettone, usando l'alfabeto latino modificato.

### Alfabeto
Al giorno d'oggi l'alfabeto lettone standard è composto di 33 lettere:
| Maiuscole | Maiuscole | Maiuscole | Maiuscole | Maiuscole | Maiuscole | Maiuscole | Maiuscole | Maiuscole | Maiuscole | Maiuscole | Maiuscole | Maiuscole | Maiuscole | Maiuscole | Maiuscole | Maiuscole | Maiuscole | Maiuscole | Maiuscole | Maiuscole | Maiuscole | Maiuscole | Maiuscole | Maiuscole | Maiuscole | Maiuscole | Maiuscole | Maiuscole | Maiuscole | Maiuscole | Maiuscole | Maiuscole |
| --------- | --------- | --------- | --------- | --------- | --------- | --------- | --------- | --------- | --------- | --------- | --------- | --------- | --------- | --------- | --------- | --------- | --------- | --------- | --------- | --------- | --------- | --------- | --------- | --------- | --------- | --------- | --------- | --------- | --------- | --------- | --------- | --------- |
| A         | Ā         | B         | C         | Č         | D         | E         | Ē         | F         | G         | Ģ         | H         | I         | Ī         | J         | K         | Ķ         | L         | Ļ         | M         | N         | Ņ         | O         | P         | R         | S         | Š         | T         | U         | Ū         | V         | Z         | Ž         |
| Minuscole |           |           |           |           |           |           |           |           |           |           |           |           |           |           |           |           |           |           |           |           |           |           |           |           |           |           |           |           |           |           |           |           |
| a         | ā         | b         | c         | č         | d         | e         | ē         | f         | g         | ģ         | h         | i         | ī         | j         | k         | ķ         | l         | ļ         | m         | n         | ņ         | o         | p         | r         | s         | š         | t         | u         | ū         | v         | z         | ž         |

L'alfabeto standard lettone moderno usa ventidue lettere non modificate dell'alfabeto latino (tutte a eccezione di Q, W, X e Y). A esse aggiunge altre undici lettere modificate. Le lettere vocaliche A, E, I e U possono prendere un macron per indicare una vocale lunga, prendendo per presupposto che una vocale non modificata è corta. Le C, S e Z, che nelle forme non modificate vengono pronunciate [ts], [s] e [z] rispettivamente, possono venire marcate con un háček. Queste lettere marcate, Č, Š e Ž si pronunciano rispettivamente [tʃ] (c dolce), [ʃ] (sc) e [ʒ] (g toscana). Le lettere Ģ, Ķ, Ļ e Ņ si scrivono con una cediglia o una piccola virgola al di sotto di loro (o al di sopra della g minuscola). Esse sono le versioni palatalizzate di G, K, L e N e rappresentano i suoni [ɟ], [c], [ʎ] (gl) e [ɲ] (gn). Altre varietà del lettone non standard possiedono ulteriori lettere modificate.
L'alfabeto lettone moderno ha una corrispondenza quasi perfetta tra grafemi e fonemi. Ogni fonema ha la sua lettera corrispondente così che non ci sono rischi di una cattiva pronuncia una volta imparato a leggere l'alfabeto. Ci sono solo tre eccezioni che possono causare qualche difficoltà nella pronuncia. La prima è la lettera E e la sua variante lunga Ē, che viene usata per scrivere due suoni che rappresentano la variante breve di [ɛ] e quella lunga di [a] rispettivamente. La lettera O indica sia la [ɔ] lunga e breve, ma anche il dittongo [ˈuɔ]. Questi tre suoni vengono scritti come O, Ō e Uo in latgalico e alcuni lettoni vogliono promuovere questo sistema anche nel lettone standard. Comunque la maggior parte dei linguisti lettoni risponde che o e ō si trovano solo nei prestiti, mentre è Uo l'unico suono nativo lettone rappresentato da questa lettera. Il digrafo Uo venne scartato nel 1914, e la lettera Ō non viene più usata nel lettone ufficiale dal 1946. Similmente le lettere Ŗ e Ch vennero eliminate nel 1957, anche se vengono ancora utilizzate in alcune varietà e da molti lettoni che al giorno d'oggi vivono al di fuori dei confini della Lettonia. La lettera Y viene usata solo in latgolico, dove indica un fonema distinto che non esiste in altre varietà lettoni. L'ortografia lettone possiede nove digrafi che vengono scritti Ai, Au, Ei, Ie, Iu, Ui, Oj, Dz e Dž.

### Ortografia antica
L'ortografia antica era basata su quella tedesca e non rappresentava foneticamente la lingua lettone. All'inizio veniva usata per scrivere i testi religiosi per i preti tedeschi per aiutarli nella comunicazione con i lettoni. I primi scritti in lettone erano caotici: c'erano ben dodici modi diversi di scrivere la Š. Nel 1631 il prete tedesco Georgs (Juris) Mancelis provò a sistematizzare la scrittura. Scrisse le vocali lunghe a seconda della loro posizione nella parola: una vocale corta seguita da h per una vocale radicale, una vocale corta nel suffisso e una vocale con un marchio diacritico sulla desinenza che indicava due differenti accenti. Le consonanti venivano scritte seguendo l'esempio del tedesco con lettere multiple. L'ortografia antica venne usata fino al XX secolo, quando venne lentamente rimpiazzata dall'ortografia moderna.

### Ortografia digitale

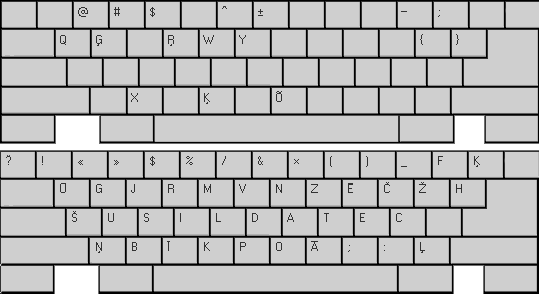
Layout di una tastiera ergonomica lettone (raramente usato)

La mancanza del supporto per i diacritici di molti software ha fatto sì che emergesse uno stile ortografico non ufficiale, chiamato spesso translit, che venisse usato nelle situazioni in cui gli utenti non potessero immettere i segni diacritici lettoni nei moderni sistemi computerizzati (e-mail, newsgroups, forum, chat, SMS, ecc.). Questo sistema utilizza solamente le lettere dell'alfabeto latino e le lettere che non vengono usate nell'ortografia standard vengono generalmente omesse. In questo stile i diacritici vengono rimpiazzati da dei digrafi, una lettera raddoppiata per indicare una vocale lunga; j indica la palatalizzazione delle consonanti, a eccezione di Š, Č e Ž che vengono indicate posponendo una h. A volte la seconda lettera, quella usata al posto del diacritico, viene cambiata con un'altra lettera diacritica (es. š viene scritta come ss o sj, non sh), e dato che molta gente può trovarsi in difficoltà usando questi metodi, spesso le lettere vengono scritte senza alcuna indicazione della presenza di un segno diacritico, e usano i digrafi solo quando l'assenza di questi ultimi indurrebbe in errore. A volte viene usato un apostrofo prima o dopo il carattere che dovrebbe avere un diacritico. Esiste inoltre un altro stile, chiamato a volte "pokemonismo" (nello slang internet lettone "pokémon" significa adolescente), caratterizzato dall'uso di alcuni elementi di leet, dall'uso di lettere non lettoni (particolarmente w e x invece di v e ks), dall'uso di c invece di ts, dall'uso di z nelle desinenze e dall'uso alternato di maiuscole e minuscole. Inoltre i digrafi diacritici sono spesso usati e spesso mescolati con le lettere diacritiche dell'ortografia standard. Anche se al giorno d'oggi ci sono supporti per software disponibili, la scrittura senza segni diacritici è ancora diffusa per motivi finanziari e sociali.
Al giorno d'oggi per scrivere in lettone si usa la tastiera standard QWERTY o quella statunitense; i diacritici sono inseriti usando un tasto morto (di solito ', occasionalmente ~). Alcuni layout di tastiera usano il tasto modificatore Alt Gr (in particolare il layout integrato di Windows 2000 e XP (QWERTY lettone), è anche modificatore di default in X11R6, quindi un default in molte distribuzioni Linux).

## Fonetica

### Vocali
Il lettone possiede solo quattro vocali:
- [a]: a
- [ɛ]: e
- [i]: i
- [u]: u

Nell'alfabeto esiste anche la lettera o, ma essa indica il dittongo [ˈuɔ]: valoda (lingua) [ˈvaluɔda]
La distinzione tra vocali brevi e lunghe è pertinente in lettone, in quanto rappresentano due suoni diversi che possono distinguere un'intera parola:
- [aː]: ā, ē a volte
- [ɛː]: ē
- [iː]: ī
- [uː]: ū

Dato che o indica un dittongo di cui non esiste la versione lunga, non ne esiste la controparte con macron *ō. Tuttavia a volte o può trovarsi a indicare [o] oppure [ɔ], ma accade solo nei prestiti stranieri; es. Opera [ˈɔpɛra]
L'accento cade invariabilmente (a parte alcune eccezioni costituite da prestiti stranieri) sulla prima sillaba della parola.

### Dittonghi
Il lettone ha sette dittonghi, che si pronunciano come i relativi accumuli vocalici a eccezione di uno, trascritto con un singolo grafema:
- ai: [ˈaj]
- au: [ˈaw]
- ei: [ˈej]
- ie: [ˈie]
- ui: [ˈuj]
- iu: [ˈiu]
- o: [ˈuɔ]

### Tono
In lettone la sillaba accentata, sempre la prima, può prendere uno dei tre toni:
Tono alto
alto attraverso la sillaba. Per esempio loki "cipolline".
Tono discendente
breve salita seguita da una lunga discesa. Per esempio loks "arco".
Tono interrotto
risalita seguita da una discesa con un'interruzione nel mezzo. Per esempio logs "finestra".
Tutti i dittonghi hanno intonazione discendente, poiché l'accento cade sul primo elemento del dittongo.
Questo sistema è simile a quello del lituano, dello svedese, del norvegese e del serbo. Il tono interrotto è simile allo stød danese.

### Consonanti
|                        | Bilabiali | Labiodentali | Alveolari | Alveolopalatali | Postalveolari | Velari | Glottidali |
| Occlusive              | p b       |              | t d       |                 |               | k ɡ    |            |
| Affricate              |           |              | t͡s d͡z     | t͡ɕ d͡ʑ           | t͡ʃ d͡ʒ         |        |            |
| Nasali                 | m         |              | n         | nʲ1             |               | ŋ      |            |
| Vibranti               |           |              | r         |                 |               |        |            |
| Fricative              |           | f v          | s z       | ɕ ʑ             | ʃ ʒ           |        | h          |
| Approssimanti centrali |           |              |           | j1              |               |        |            |
| Approssimanti laterali |           |              | l         | ʎ1              |               |        |            |

- 1 [ɲ] è la nasale alveolare palatalizzata, [ʎ] è l'approssimante laterale alveolare palatalizzata, e [j] è l'approssimante palatale; sono incluse qui tra le alveolopalatali per ragioni di spazio.

Il consonantismo lettone non diverge molto da quello slavo. Ci sono innanzitutto, comuni alla maggior parte delle lingue slave e baltiche, le tre lettere č š e ž, le quali, contrassegnate dal háček, indicano rispettivamente [ʧ] (in italiano c(i)), [ʃ] (in italiano sc(i)) e [ʒ] (g toscana intervocalica). Come nelle altre lingue baltiche e slave, c senza diacritici è una z sorda [ʦ].
Caratteristiche del lettone sono le cinque consonanti palatilizzate ģ ķ ļ ņ ŗ, segnate nella grafia con una virgola o una cediglia posta sotto il corpo della lettera (o sopra, per motivi tipografici, nel caso della ģ minuscola). Si pronunciano rispettivamente [ɟ], [c], [ʎ], [ɲ] e [rʲ], come le equivalenti g k l n r, ma talora sono seguite nella pronuncia da una subitanea [j] semiconsonante. In particolare, ģ e ķ si leggono come le iniziali delle parole italiane "chiesa" e "ghiaia", ma se possibile ancora più schiacciate; ļ è equivalente alla gl italiana; ņ alla gn italiana; infine, ŗ, ormai caduta in disuso, era un suono simile alla r(i) italiana della parola "aria", ma più schiacciata ancora.
Vi sono in lettone anche due digrammi: dz [ʣ] e dž [ʤ].

## Lessico di base

### Numeri
- 1: viens
- 2: divi
- 3: trīs
- 4: četri
- 5: pieci
- 6: seši
- 7: septini
- 8: astoņi
- 9: deviņi
- 10: desmit

### Parole di uso comune
- Uomo: vīrietis (cfr. latino vir)
- Donna: sieviete
- Padre: Tēvs
- Madre: māte (cfr. latino mater, greco antico μήτηρ)
- Cielo: debesis
- Terra: zeme (cfr. russo земля, zemlja)
- Sole: saule (cfr. latino sol, italiano sole)
- Luna: mēness (cfr. inglese moon, latino mens, -sis, italiano luna)
- Acqua: ūdens (cfr. greco antico ὕδωρ, hüdōr)
- Albero: koks
- Sì: jā
- No: nē

### Frasi di uso comune
- Come ti chiami?: Kā tevi sauc?
- Mi chiamo...: Mani sauc...
- Ciao: Sveiki
- Buon giorno: Labdien
- Arrivederci: Uz redzēšanos
- Grazie: Paldies
- Prego: Lūdzu
- Benvenuto: Laipni lūdzam
- Non capisco il lettone: Es nesaprotu latviski
- Parla inglese?: Jūs runājiet angliski?
- Vivo in Italia: Es dzīvoju Itālijā
- Come va? Kā iet?